# یاسوهیرو ساتو
یاسوهیرو ساتو (انگلیسی: Yasuhiro Sato؛ زادهٔ ۲۵ ژوئیهٔ ۱۹۶۷) بازیکن بیسبال اهل ژاپن است.